# 탄화 칼슘
탄화 칼슘(Calcium carbide, CaC2)은 칼슘 카바이드(calcium carbide), 줄여서 카바이드(carbide)라고도 불리며, 두 개의 탄소 원자가 삼중 공유 결합을 한 2- 음이온과, 2+ 전하를 띠는 칼슘 양이온이 이온 결합한 물질이다.
순수한 물질은 무색인 반면, 공업용 탄화칼슘 조각은 회색 또는 갈색을 띠고 약 80~85%의 CaC2(나머지는 CaO(산화 칼슘), Ca3P2(인화 칼슘), CaS(황화 칼슘), Ca3N2(질화 칼슘), SiC(탄화 규소), C(탄소) 등)이다. 미량의 수분이 있는 경우 테크니컬 등급 탄화칼슘은 마늘을 연상시키는 불쾌한 냄새를 풍긴다.
탄화 칼슘의 응용 분야에는 아세틸렌 가스 제조, 탄화물 램프의 아세틸렌 생성, 비료용 화학 물질 제조 및 제강이 포함된다.

## 제조법
- 생석회(산화 칼슘)와 탄소의 혼합물을 높은 온도에서 가열하면 얻어진다.

CaO + 3C → CaC2 + CO

## 성질
- 물과 반응하여 아세틸렌 기체를 생성한다.

CaC2 + 2H2O → Ca(OH)2 + C2H2

## 참고 문헌
- 고등학교 화학1, 우규환 외 5인 공저, (주)중앙교육진흥연구소, 2002.7.30 교육인적자원부 검정, Ⅱ.화학과 인간-1.주변의 탄소화합물.